# Downswood
Downswood – civil parish w Anglii, w Kent, w dystrykcie Maidstone. W 2011 civil parish liczyła 2291 mieszkańców.